# Kościół Bożego Ciała w Nowych Skalmierzycach
Sanktuarium Bożego Ciała  – rzymskokatolicki kościół parafialny w mieście Nowe Skalmierzyce. Mieści się przy ulicy 3 Maja. Należy do dekanatu Ołobok.
Świątynia została wybudowana w latach 1931–1932 jako Dom Katolicki, który miał tymczasowo zastąpić kościół na ziemi, która należała do parafii św. Katarzyny Aleksandryjskiej w Skalmierzycach. Wykonawcą budowy był pan Kołodziejczak z Ostrowa Wielkopolskiego.

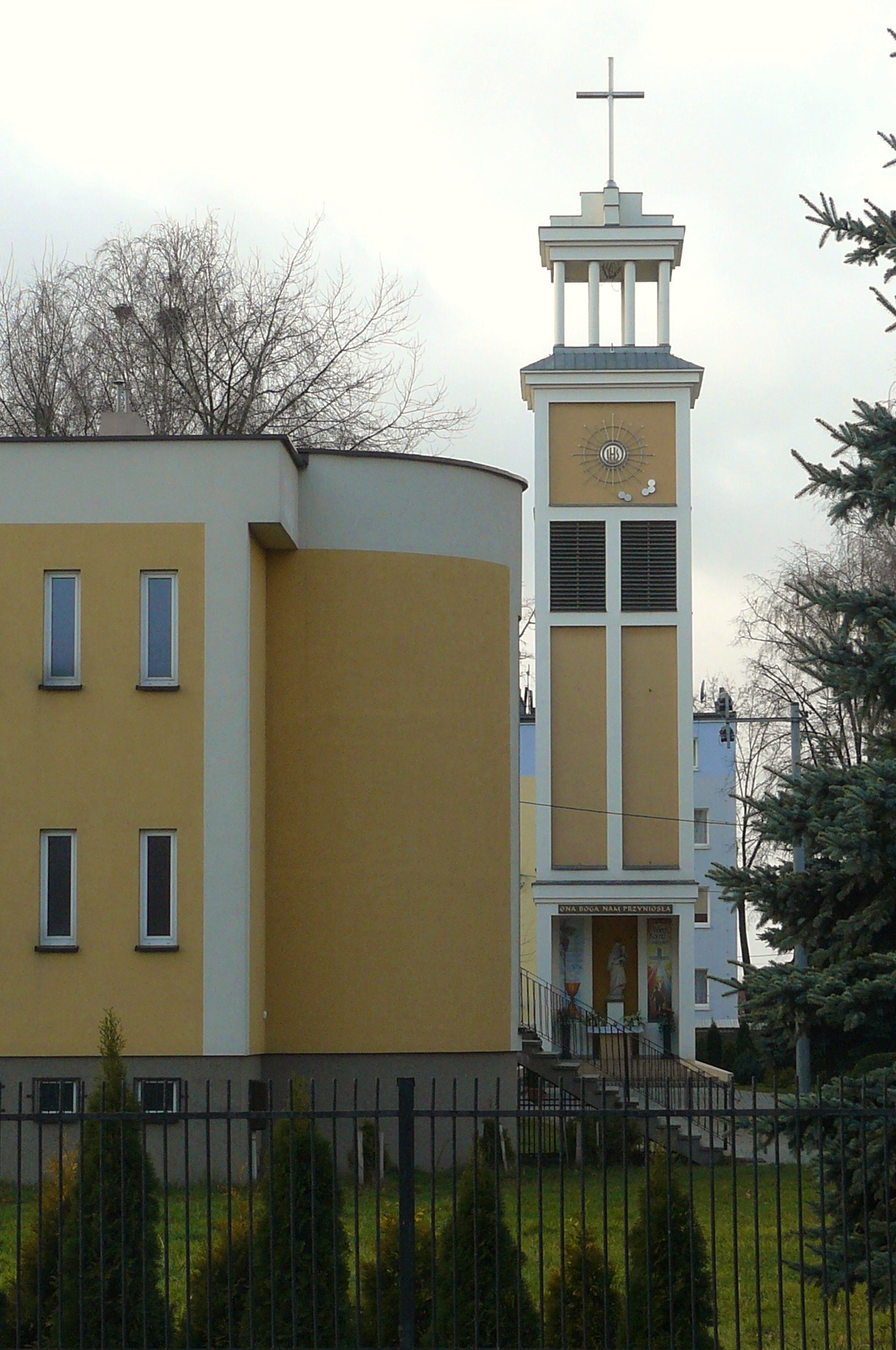
Kampanila

Świątynię konsekrował Prymas Polski August Hlond w dniu 8 listopada 1932 roku. Wybuch II wojny światowej w 1939 roku wstrzymał działalność parafii, która planowała budowę plebanii dla proboszcza oraz rozbudowę samej budowli. Po wojnie można było wreszcie wznowić prace nad wyposażeniem świątyni. W 1949 roku firma J. Elsner z Poznania wykonała witraże według projektu artysty malarza  Mariana Schwartza  i Józefa Oźmina. Ze względu na ich zły stan techniczny zostały na początku XXI wieku zdjęte, a na ich miejscu zostały zamontowane wierne kopie wykonane w Pracowni Witraży M. Janek&Synowie z Janikowa koła Poznania. W połowie XX wieku została wykonana również polichromia na stropie oraz w prezbiterium.

## Galeria

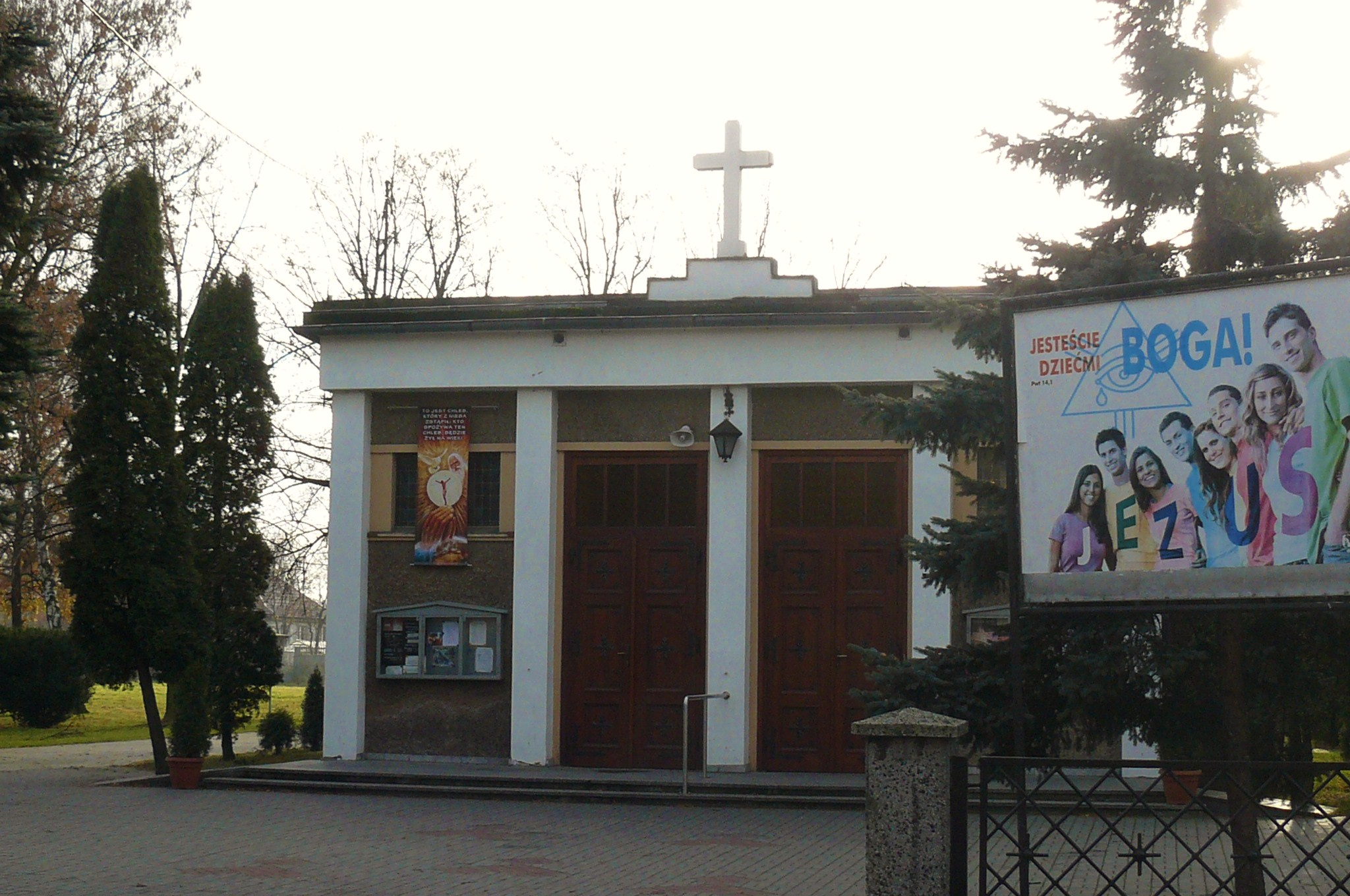
Fasada główna
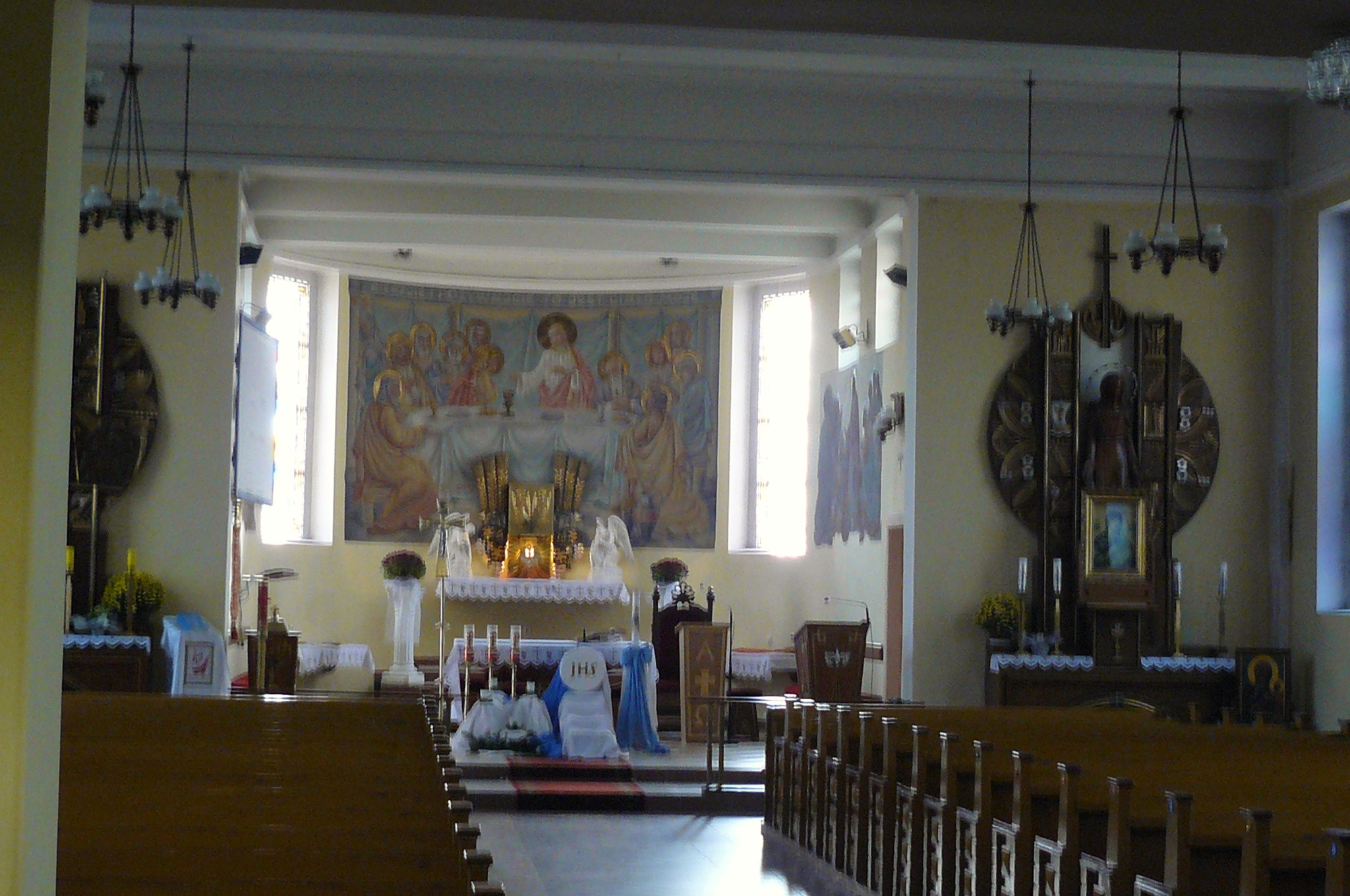
Prezbiterium i ołtarze